# Bethlen Farkas (kancellár)
Bethleni Bethlen Farkas (1639. – Bethlenszentmiklós, 1679. december 30.) Erdély kancellárja, történetíró.

## Élete
Bethlen Ferenc és Kemény Kata fiaként született. A kolozsvári unitárius kollégiumban folytatta tanulmányait. II. Rákóczi György udvarában nevelkedett Keresztúri Pál iskolamester tanítványaként, többek között a fejedelem fiával, Rákóczi Ferenccel és Bethlen Miklóssal, a későbbi önéletíróval. 1662-ben Kemény Simon híve volt, ezért perbe fogták. Miután felmentették, 1663-ban I. Apafi Mihály tanácsosa ("konziliárus") lett, majd 1667-ben Fehér vármegye főispánja. 1678-ban Konstantinápolyban járt követségben. Előbb a perbe fogott Bethlen János helyett ideiglenes jelleggel, majd 1678-tól erdélyi kancellár volt.

## Hátrahagyott műve
Megírta Erdély 1525–1609 közötti történetét Historia de rebus Transylvanicis címen, tizenhat könyvben. Ebben Szamosközy István azóta elveszett kéziratos munkáját is felhasználta. A hátrahagyott, nagy értékű történelmi munka kinyomatására testvére, Elek, Keresden nyomdát állíttatott.
A Keresden 1684-ben elkezdett, a váradi nyomda betűivel nyomtatott első kiadása csak részben készült el, és a félig elkészült példányok idővel tönkrementek vagy Thököly Imre 1690. évi betörésekor megsemmisültek. Maga az eredeti kézirat is elveszett. A hiányzó részeket Benkő József a másolatokból pótolta és kiadta 1782 és 1793 között Nagyszebenben hat kötetben Historiarum Pannonico Dacicarum libri X. a clada Mohacsensi 1526 usque ad finem seculi címen. Magyarul Bodor András fordításában indult meg kiadása 2000-ben.

### Modernkori magyar fordítása
- Erdély története; jegyz. Pálffy Géza; Enciklopédia–Erdélyi Múzeum-Egyesület, Bp.–Kolozsvár, 2000–2010
  - 1. A mohácsi csatától a váradi békekötésig, 1526–1538; szerk., utószó Jankovics József, ford. Bodor András; 2000
  - 2. A váradi békekötéstől János Zsigmond haláláig, 1538–1571. II-V. könyv; jegyz. Kruppa Tamás, ford. Bodor András; 2002
  - 3. Báthory István trónra lépésétől Báthory Zsigmond uralkodásáig, 1571–1594. VI-VII. könyv; ford. Bodor András, jegyz. Kruppa Tamás; 2004
  - 4. Báthory Zsigmond uralkodása, 1594–1597. VIII-IX. könyv; VIII. könyv ford. Kasza Péter, IX. könyv ford. S. Varga Katalin, jegyz. Kruppa Tamás, szerk. Jankovics József; 2006
  - 5. Báthory Zsigmond lemondásától Mihály vajda hatalomra kerüléséig, 1598–1600. IX-X. könyv; ford. Kasza Péter, jegyz. Kruppa Tamás, szerk. Jankovics József; 2010